# Cnemophilus
Cnemophilus is een geslacht van zangvogels uit de familie Cnemophilidae (satijnvogels).

## Soorten
Het geslacht kent de volgende soorten:
- Cnemophilus loriae – Loria's satijnvogel
- Cnemophilus macgregorii – MacGregors satijnvogel